# 신경향파
신경향파는 1924년 이후 백조파(白潮派)와 창조파(創造派)의 낭만주의 및 자연주의 경향을 비판하며 새롭게 탄생한 사회주의 경향의 문학 유파이다.

## 역사
3·1운동 이후 낭만주의와 자연주의의 문예사조가 한 동안 번성했으나 그 퇴조와 함께 1933년을 전후해서 신경향파라는 하나의 새로운 조류가 형성되기 시작했다. 당시 일제 문화정치의 외형적인 완화책에 따라 언론·집회에 대한 약간의 자유가 허락되었지만 3·1운동이 실패로 돌아간 뒤의 민족운동은 그 양상을 달리하여 새로운 거점을 찾으려는 기운이 농후했다.
때마침 1920년을 전후하여 사회적·사상적으로 어떤 신경향, 즉 일본을 통해 유입된 사회주의 사상과 그 운동이 식민지적 민족의식과 공감·합류하여 민족운동을 전개하게 되었다. 당시 객관적인 정세로 3·1운동까지는 오직 순수한 민족주의적 사상과 운동 방법을 지상(至上)의 것으로 생각했으나, 3·1운동 실패 후에는 다른 새로운 민족운동을 기대하던 때인 만큼 사회주의 사상이 크게 공감과 환영을 받은 것은 당연한 일이었다. 따라서 그 방면의 민중 단체가 속출하여, 1922년 서울청년회, 1923년 북성회(北星會), 1924년에는 조선노농총동맹(朝鮮勞農總聯盟)과 조선청년총동맹(朝鮮靑年總同盟) 등이 각각 조직되었고, 각지에 소작쟁의(小作爭議)·노동쟁의(勞動爭議) 등 사회주의적 운동이 활발하게 일어났다. 1920년 이후 이러한 사회운동을 배경으로 문학상에 나타난 것이 이른바 신경향파 문학이다. 신경향파는 조직적인 문학운동이 아니고 자연발생적인 문학 경향이었는데 이 시기에 그 문학적 이론을 담당했던 박영희와 김기진 간에는 문학 자체의 방법에 대한 치열한 논쟁이 있었다.
1925년 카프(ＫＡＰＦ)가 결성되어 정치성이 농후한 목적의식이 문학으로 방향전환을 하자 종래 경향파에 속하던 작가·시인도 여기에 가담하는 사람들이 있었다. 또 카프에 가입하지는 않았으나 이에 공명하고 동조하는 일부 작가를 동반자(同伴者) 작가로 부르게 되었다. 그러나 이런 목적의식의 문학에 대하여 반기(反旗)를 들고, 순수문학 지향의 입장에서 문학의 정통성(正統性)을 주장한 염상섭·양주동 등의 국민문학운동이 있었고, 또 이에 절충적인 태도로 나온 절충파도 있었다. 문단을 둘러싸고 이러한 사조적인 대립이 치열한 가운데 외부 정세와 카프의 내부적 분열로 프롤레타리아 문학은 1931년부터 위축기(萎縮期)로 들어가 검거(檢擧) 선풍과 함께 카프는 1935년 해체되고 말았다. 거의 10년간의 격심한 문단 대립기는 지나고, 다시 전 세계를 휩쓴 전체주의적 압력이 문단에도 가해져 여러 가지 제약을 받았으나 한국의 문단은 암흑기 직전의 순수문학 지향의 성황기(盛況期)를 맞이했다.

## 특징
신경향파 문학은 1920년 이후의 당시 사회운동을 배경으로 한 것이지만, 직접 문학사적인 관점에서 볼 때도 그 문학적 경향을 바꾸지 않을 수 없었다. 즉 그것은 <창조> <[[폐허 (잡지}|잡지]])> <백조 (잡지)> 등 동인지(同人誌) 시대의 문학이 탐미적·퇴폐적·낭만주의적 문학으로, 현실에 무력하고 감상적이었으므로 이에 대한 반성과 염증으로 좀더 현실적인 문학이 요청되었고, 따라서 신경향파와 같이 사회의식과 계급의식이 농후한 문학경향이 문단의 주조로 환영을 받게 된 것이다. 특히 신경향파는 직접 <백조>파의 무력한 감상과 낭만주의에 대한 비판과 반동으로 대두되었다.
처음 신경향파 문학을 우리 문단에 도입한 사람은 후기 <백조> 동인으로 참가했던 김기진인데, 그는 일본 유학중 그 곳의 프로문학 현상에 크게 자극받고 이를 실천에 옮겼다. 초기 김기진의 신경향파에 찬동하고 나선 사람들은 박영희·박종화 등 <백조> 동인들이었고, 1923년 <백조>파는 붕괴되고 드디어 신경향파 문학의 이름으로 계급문학이 등장한 것이다. 그러나 신경향파 문학은 뚜렷한 계급의식이나 목적의식에서 출발한 것은 아니고, 자연발생적으로 유산계급(有産階級)에 대한 막연한 항거의식을 보여주었다. 예컨대 신경향파 문학을 대변하는 최학송의 <탈출기(脫出記)>에서 주인공은 어떤 목적의식에서 자본주의 사회에 대한 반항을 한 것이 아니라 자기의 생활이 빈궁한 데서 오는 본능적인 반항의식이었다. 따라서 신경향파와 뒤에 조직적인 계급문학을 지향한 카프의 프로 문학과는 그 목적의식 면에서 구별된다.
첫째, 시기적으로 보아 1923년부터 대두한 신경향파는 조직적인 문학운동이 아니고 자연발생적인 문학의 경향이었다. 따라서 신경향파 문학과 조직적이며 정치성을 띤 1925년 카프 이후의 프로 문학 시기와는 구별된다. 둘째, 신경향파 시기는 무산계급에 대한 인도적인 동정심(同情心)과 본능적인 반발에서 출발하고 있는 만큼 혁명적·전투적 계급의식으로 무장한 카프 이후의 프로문학보다는 계급적인 각성이나 자각이 미약했다. 셋째, 신경향파 시기의 작품이 대체로 단순한 빈궁문학(貧窮文學)이 아니면 소박한 반항문학인 데 대하여 카프 이후의 작품은 목적의식 면에서 그러한 빈궁의 사회적·계급적 원인이 추구되고 그에 대한 반항을 혁명적 근거로 내세웠다. 그러나 자연발생적으로 인도적인 동정심과 본능적인 반발에서 출발한 신경향파는 점차 확고한 계급의식의 기초로서의 프로문학으로 발전될 소지(素地)를 마련한 것은 사실이었다. 또 신경향파의 작품 성격에는 김동인의 <감자>, 현진건의 <불>같이 아직도 자연주의적 색채와 민족주의적 의식이 남아 있었으나 점차 계급적인 목적의식으로 발전해 갔다.
신경향파에 참가한 사람들은 김기진·박영희를 비롯하여 이상화·조명희·최서해·이익상·주요섭 등이었으며, 박종화·안석주·김형원·심훈 등은 지지자들이었다. 김기진과 박영희는 이 방면의 이론가로 활약하는 동시에 소설 <붉은 쥐>, <사냥개>를 각각 썼으나, 당시 이 시대의 인기 있는 작가로서는 <탈출기>의 최학송을 들 수 있다. 이 문학파의 특색은 빈곤한 하층인물을 중심으로 반항적 요소가 현저하며, 결말은 으레 살인이나 방화로 끝나는 것이 예사였다.

## 이론
신경향파 초기에 김기진은 후기 <백조>파 동인으로서 감상과 낭만적인 분위기에 젖어 있던 백조파를 붕괴시킨 주동적 인물이었다. 김기진과 더불어 박영희는 신경향파 초기의 이론적인 면을 담당했지만, 이에 동조하고 나선 것은 박종화였다. 신경향파 문학의 이론은 1923년부터 대두되어 주로 <개벽>을 통해 발표되었다. 김기진은 1924년 <개벽 (잡지)>지에 <지배계급 교화, 피지배 계급> <금일(今日)의 문학, 명일(明日)의 문학>이란 논문을 통해 "금일의 문학, 이것은 자연주의에 반항해 일어난 모든 현상을 요소로 하는 문학이다." 라고 했다. 또 1923년 <개벽>에 <클라르테 운동의 세계화(世界化)>라는 논문을 통해 예술과 문학의 새로운 운동은 근본적으로 사회를 개혁하는 운동에서부터 시작할 것, 예술과 문학도 그 사회의 개혁을 위한 투쟁의 문학, 행위의 문학이어야 한다고 주장하면서 신경향파 문학의 필요성을 역설했다. 그는 시 <백수(白手)의 탄식(嘆息)>(1924년<개벽>)을 통해 무력한 지식인을 비판했고 소설 <붉은 쥐>(1924)를 쓰는 등 시·소설·평론을 통해 초기 신경향파 문학의 전위적 역할을 했다. 박영희 또한 1924년의 <문제의 조선문학>(<개벽>)에서 '자연주의에서 신이상주의로 기울어지는'경향을 지적하고 "기형적으로 발달한 부분적 생활을 마취시키는 문학은 말고 생활의 수평적 향상을 위한 민중적 문학을 건설할 때가 이르렀다"고 김기진의 이론에 찬동했고, 1925년 <신경향파 문학과 그 문단적 지위>에서 신경향파는 무산계급에 유용한 문학을 건설할 것을 주장했다. 초기에 박종화 또한 <역(力)의 예술>을 통해 새로운 문학의 필요성을 요구했고, 1925년 <계급문학 시비론(階級文學是非論)>(<개벽>)에서 "인간 생활의 필연적 발생의 계급문학"이라 했고, 한때는 <아버지와 아들>(1924<개벽>)<여명(黎明)>(1944<개벽>) 등의 작품을 통해 신경향파 문학에 투신하기도 했다.

## 주요 작품
1922년 <염군(焰群)>과 1923년 <파스큘라>가 조직되고, 그에 따라 신경향파 문학의 이론적인 맹아가 나타났으나, 그 작품 형태는 1924-5년에야 비로소 그 첫모습이 보였으며, 작품보다 이론이 선행해 존재했음을 알 수 있다.
신경향파 문학에 참가한 주요 작가들로는 김기진·박영희를 비롯하여 이상화·조명희·최학송·이익상·이기영(李箕永)·주요섭 등이었다. 그 구체적 작품의 양상을 보면 초기부터 이론을 담당했던 김기진의 <붉은 쥐>(1924), <젊은 이상주의자의 사 (死)>를 비롯하여 박영희의 <사냥개>(1925), <전투 (소설)(戰鬪)>(1925) 등이 대체로 당시 호평을 받은 가작들이다. <사냥개>는 주제와 사건 전개가 비교적 자연스럽고, 수전노인 늙은 주인공의 심리 묘사와 분위기 묘사가 치밀하여 당시 신경향파 작품으로서 높은 수준의 작품이었다.
그러나 신경향파 문학을 뚜렷하게 대변하고 또 가장 인기가 있던 작가는 최서해로 그는 어릴 때부터 하층의 노동생활을 체험했고, 그 체험을 작품화해서 각광을 받았다. 그는 1924년 <조선문단>에 <고국(故國)>이 추천되어 문단에 등장, 1925년 그의 대표작 <탈출기>를 비롯해 <박돌(朴乭)의 죽음> <기아(飢餓)와 살육(殺戮)>(1925) <큰물 진 뒤>, 그리고 <폭군>(1926) 등을 발표했다. 그의 대부분의 작품들은 간도(間島)를 무대로 한국인의 고난과 빈궁, 그리고 중국인에 대한 반항을 그렸고, 국내를 배경으로 한 것도 대부분 빈궁을 소재로 한 것이었다. 그의 소설의 특색은 빈곤한 하층계급을 주인공으로 한 반항적 요소가 깃들어 있으며, 결말은 대개 살인이나 방화로 끝나는데 이러한 경향은 신경향파 문학의 성격을 그대로 대변한 것이었다.
같은 시기의 신경향파의 작품으로, 이익상의 <광란(狂亂)> <쫓겨가는 사람들> 주요섭의 <인력거꾼>(1925) <살인>(1925) 등이 있다. 이익상의 <광란>은 금전만능의 속된 사회와 그 모순을 풍자하기 위해 돈을 요정과 길거리에 뿌린다는 내용이고, <쫓겨가는 사람들>도 이 시대의 작품으로 비교적 평판있는 소설이다. 주요섭의 <인력거꾼>은 '아찡'이라는 중국인 노동자를 주인공으로 한 반(反)종교의식 과정을 그린 것이고, <살인>에서는 매춘부를 여주인공으로 하여 싹터 가는 반항의식을 그렸다.
또한 조명희의 <땅 속으로>(1925) <농촌 사람들>(1926), 이기영의 <가난한 사람들>(1925), <농부 정도룡(農夫鄭道龍)>, 송영(宋影)의 <용광로(鎔鑛爐)>(1926) 등도 신경향파에 속하는 작품들이다. 그런데 신경향파의 특색은 빈궁을 공통적인 소재로 삼고 있으며 자연주의 소설과 다른 점은 반항의식을 크게 강조하는 데 있었다. 따라서 그 일반적인 특징은 첫째 빈궁을 소재로 노동자·소작인·매춘부 등 하층계급의 인간을 주인공으로 등장시키고, 둘째 빈궁에 대한 반항의식이 나타나 있으며, 셋째 그 반항의 방법이 계급의식적인 투쟁이 아니라 방화 또는 살인으로 결말을 맺는다. 끝으로 신경향파의 작품은 몇 작품을 제외하고는 대부분 빈부의 관념을 과장해서 표현하거나, 계급의식을 관념적으로 다루고 있다는 사실도 그 특징으로 지적할 수 있다.